# Ільїн Іван Кіндратович
Ільїн Іван Кіндратович (1688 — 6 лютого 1747, Глухів)  — член Генеральної військової канцелярії (з 5 травня 1741 по 1741 рр.), член Генерального військового суду (1743—1747 рр.), член («от великороссийских») тимчасового Правління гетьманського уряду (з 1741 по 6 лютого 1747 рр.)

## Походження та служба
Його батько був міським городовим дворянином.
І.Ільїн почав службу в 1708 році в Астраханському драгунському полку. В 1731 році був переведений капітан-поручиком в лейб-гвардії Ізмайловський полк, а потім до Ризького драгунського полку, в якому 20 грудня 1738 отримав звання полковника.

## Служба в Глухові
В 1741 році починається діяльність І.Ільїн в Глухові. В день призначення до складу Генеральної військової канцелярії 4 травня 1741 року отримує чин бригадира
В 1743 році вводиться до складу Генерального військового суду. Потім, паралельно, його призначають членом («от великороссийских») Правління гетьманського уряду.
Зокрема, у 1745 році він досліджує справу за скаргою козаків на чернігівського полковника Павла Полуботка і його сина бунчукового товариша Андрія «у залученні козаків до себе в підданство і в заволодінні їх ґрунтами». Як виявилось, козаки чинили тиск на членів Генерального військового суду та давали їм хабарі.
Зокрема, бригадир І.Ільїн узяв 2 куфи «горілки», цінністю на 20 рублів, яку козаки принесли Ільїну «в хороми, де то вино було прийнято» слугою бригадира, за його наказом. Сенат в своєму рішенні у 1747 році постановив стягнути з Ільїна штраф у подвійному розмірі вартості хабара, тобто 40 рублів. Але через смерть виновного, штраф мали відшкодовувати його нащадки — дружина Феодосія Семенівна та 7-річний син Микола.

## Поховання
І.Ільїн помер в Глухові 6 лютого 1747 року.
Його дружина просила у Військовий канцелярії «конвою» для перевезення тіла чоловіка в село Пониззя (нині Московської області. Крім цього маєтку, у Ільїна були маєтки в Єлецькому та Єпіфанському повітах, а всього за ним значилося близько 280 душ кріпаків.